# Julian Alfred Steyermark
Julian Alfred Steyermark (St. Louis, Missouri, 27 de janeiro de 1909 — 15 de outubro de 1988) foi um botânico norte-americano que se notabilizou no estudo da flora e vegetação do Novo Mundo, tendo-se especializado na sistemática da família Rubiaceae.

## Biografia
Julian Alfred Steyermark nasceu em St. Louis, Missouri, o único filho do empresário Leo L. Steyermark e de Mamie I. Steyermark (née Isaacs). Estudou na Escola de Botânica Henry Shaw ( Henry Shaw School of Botany) da Universidade de Washington em St Louis, onde completou seu Ph.D. em 1933. A sua distinta carreira incluiu uma passagem pelo Field Museum de Chicago, pelo Instituto Botánico de Caracas, e finalmente pelo Missouri Botanical Garden, em St. Louis, de 1984 até falecer. As principais obras de Steyermark foram suas Flora of the Venezuelan Guayana, Flora of Missouri e Flora of Guatemala.
Durante sua vida, Steyermark colectou mais de 130 000 plantas em 26 países, o que lhe rendeu uma entrada no Guinness Book of World Records. Ao longo da sua carreira fez as descrições iniciais de 2 392 taxa de plantas, incluindo uma família, 38 géneros e 1864 espécies. A abreviatura padrão de autoridade botânica Steyerm. é usada para indicar Steyermark quando é feita a citação de um nome botânico por ele criado.
O género de plantas Steyermarkia foi nomeado em sua homenagem.
Steyermark é também homenageado no nome científico da serpente sul-americana Atractus steyermarki.

## Principais obras
- Flora of Missouri (1963) Ames, Iowa: The Iowa State University Press. ISBN 0-8138-0655-0.
- Bromeliaceae of Venezuela with Francisco Oliva-Esteva (1987) Caracas, Venezuela: Graficas Armitano, C. A. ISBN 978-980-216-020-4

## Biografia
- Anonymous (1989). «Dedication to Julian Steyermark». Annals of the Missouri Botanical Garden. 76 (3): frontispiece. JSTOR 2399646
- Raven, P.H. (1989). «Steyermark recollections». Annals of the Missouri Botanical Garden. 76 (3): 627–651. JSTOR 2399647. doi:10.2307/2399647